# Tasa de Esquilache
La Tasa de Esquilache era una tasa de trabajo indígena aplicada en Chile, con la que se deseaba la abolición del trabajo personal por un tributo en el sistema de encomienda, tal y como querían los reyes de España.

## Descripción
La Tasa de Esquilache (1621) prohíbe el trabajo personal y mandaba a que no hubiere, y declaraba nulo todos los títulos de dicho servicio personal, se fijaba un tributo variable el lugar de Chile, que fue principalmente oro. Se determinó que sólo debían trabajar aquellos indígenas de 18 a 50 años de edad y que se debía trabajar 207 días al año.

## Historia
Luego de la reposición en Chile de la Tasa de Santillán, el padre Luis de Valdivia logró conseguir del Virrey del Perú Don Francisco de Borja y Aragón, la dictación de una nueva tasa de trabajo aborigen, que lleva este nombre debido a que el título nobiliario del Virrey era "Príncipe de Esquilache".
- Datos: Q2882255